# Oued Ghir
Oued Ghir (en bereber: ⵡⴻⴷ ⵖⵉⵔ; en árabe: واد غير‎) es un municipio (baladiyah) de la provincia o valiato de Bugía en Argelia. En abril de 2008 tenía una población censada de 19 345 habitantes.
Se encuentra ubicado al norte del país, en la región de Cabilia, al este de Argel y junto a la costa del mar Mediterráneo.